# 小行星4522
小行星4522（4522 Britastra）是一颗绕太阳运转的小行星，为主小行星带小行星。该小行星于1980年1月22日发现。

## 轨道参数
小行星4522的轨道半长轴为2.6684557 UA，离心率为0.205。